# Les Nouvelles Filles d'à côté
 (juillet 2025).
Si vous disposez d'ouvrages ou d'articles de référence ou si vous connaissez des sites web de qualité traitant du thème abordé ici, merci de compléter l'article en donnant les références utiles à sa vérifiabilité et en les liant à la section « Notes et références ».
Les Filles d'à côté
Les Nouvelles Filles d'à côté est une sitcom française en 156 épisodes de 26 minutes créée par Jean-Luc Azoulay, toujours caché derrière son pseudonyme de Jean-François Porry et toujours produite par AB Productions, diffusée du 22 février 1995 au 30 août 1996 sur TF1. Puis sur RTL9, AB1, TMC et TFX (anciennement NT1).
Elle est la suite de la sitcom Les Filles d'à côté, et renommée à l'occasion d'un grand remaniement des personnages.
Sa promotion était toujours assurée par l'émission vitrine du groupe : le Club Dorothée.
La série est intégralement disponible sur la chaîne YouTube Génération Sitcoms depuis le 12 juin 2020.

## Synopsis
Désormais, Claire habite avec Sabine et Karen dans l'appartement, tandis que Marc a jeté son dévolu sur Adeline, la jeune femme qui vient d'emménager avec Gérard. Les aventures sentimentales de ce petit groupe ne font que commencer.

## Distribution

### Acteurs principaux
- Christiane Jean : Claire Garnier (épisodes 1 à 8, 10 à 28, 30 à 63, 74 à 90, 101 à 116 et 118 à 156)
- Marie Chevalier : Sabine (épisodes 1 à 131, 134 à 139 et 141 à 156)
- Karen Cheryl : Karen Garnier (épisodes 1 à 4, 6, 7, 9, 10, 12 à 16, 18, 30, 31, 33, 34, 36, 37, 55, 57, 83 à 108, 110 à 113 et 115 à 156)
- Thierry Redler : Marc Malloy (épisodes 1 à 7, 9, 11 à 24, 26 à 28, 30 à 37, 39 à 46, 48, 54, 55, 57 à 100 et 103 à 113)
- Adeline Blondieau : Adeline (épisodes 1 à 11, 13 à 19, 21 à 26, 29 à 48, 50, 52 à 66, 68 à 83, 85 et 86)
- Gérard Vives : Gérard (épisodes 1 à 156) / Berny (épisodes 115 à 119)
- Dan Simkovitch : Georgette Bellefeuille (épisodes 1 à 7, 9, 11 à 16, 18 à 24, 26 à 28, 31 à 34, 36 et 39)
- Vincent Latorre : Vincent (épisodes 4, 5, 7 à 10, 12, 21, 24, 27 à 30, 34, 38, 43, 50, 54, 58 et 61 à 66)
- Patricia Elig : Stéphanie Garnier (épisodes 18 à 21, 23, 25 à 37 et 39 à 156)
- Pierre-Jean Chérer : Pierre (épisodes 131 à 152 et 154 à 156)
- Denis Chérer : Paul (épisodes 131 à 152 et 154 à 156)
- Virginie Pradal : Cindy Pradel (épisodes 127 à 156)

### Acteurs secondaires
- Laure Sabardin : Thérèse Pichardeau (épisodes 1 à 7, 9, 12, 13, 22, 25, 27, 30, 32, 33, 36, 40, 41, 43, 44, 46, 48, 49, 53, 55, 58, 63 à 65, 67, 68, 70 à 101, 103 à 121, 123 et 125)
- Claude Sese : Monsieur Ramirez (épisodes 32, 35, 38, 42, 51, 65, 66, 73, 84, 96, 102, 104, 105, 113, 115, 117, 121 à 124, 126, 128 à 130, 137, 144, 146, 148, 151, 152, 155 et 156)
- Jacques Pary : Antonin (épisodes 35 à 37, 39 à 42, 44, 46 à 49, 51, 54 à 59 et 61 à 65)
- Christelle Charpentier : Émilie Graincheux (épisodes 42 à 47, 49, 51, 52, 57 et 59 à 61)
- Tom Schacht : Tom (épisodes 63 à 66, 68 à 81, 83 à 86, 88 à 94, 96 à 100, 102, 106 et 107)
- Cyril Aubin : Benoît (épisodes 67 à 71, 73 à 86, 88 à 100, 103 à 112, 114 à 125 et 127)
- Pierre Deny : Théo (épisodes 101 à 106, 108 à 116, 118, 120 à 122 et 124 à 126)
- Désiré Bastareaud : Olaf Pouchkine (épisodes 117 à 120 et 123)
- Catherine Day : Madame Auzepi (épisode 3)
- Dominique Pozzetto : Monsieur Pétouffe (épisodes 18, 20 et 22)
- Sylvie Anne : Madame Chepaki (épisodes 96, 98, 111, 112, 114, 116 et 121)
- Lorraine Le Dantec : Madame Bouchentrain (épisodes 143, 144 et 147)
- Clara Comolet : Nelly
- Charles Gonzales : José Luis de Modena (épisodes 95 à 101)
- Katherine Erhardy : (épisode 60)

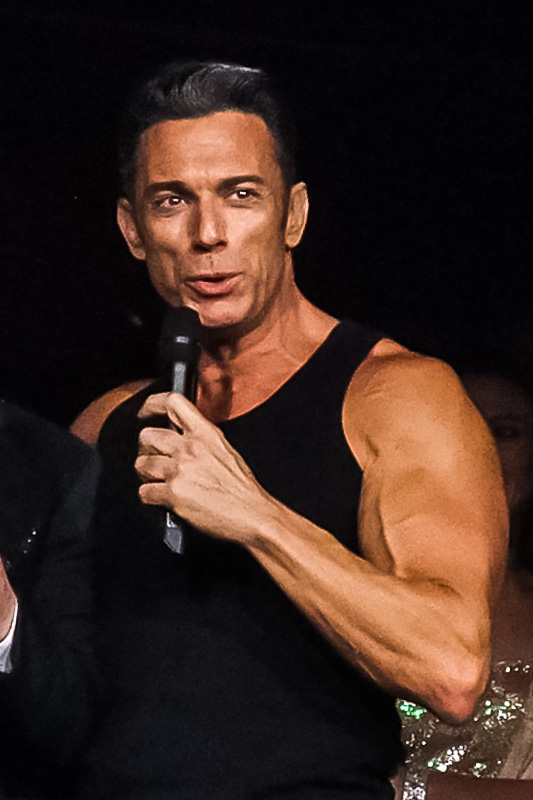
Gérard Vives
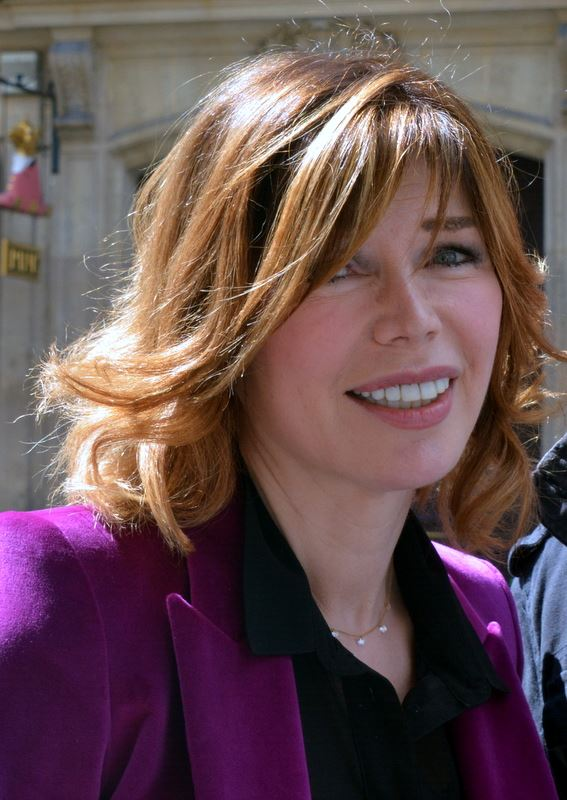
Karen Cheryl
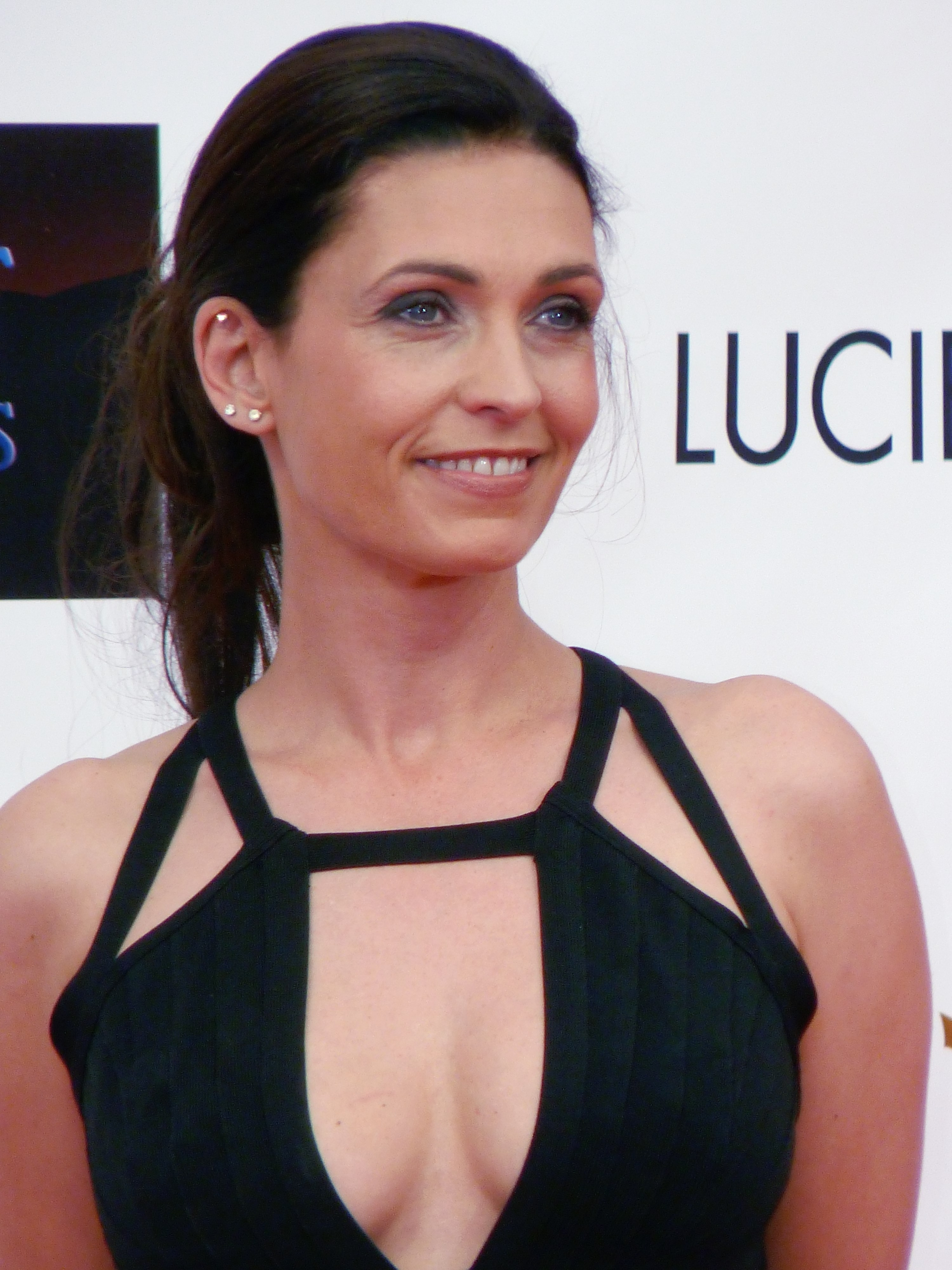
Adeline Blondieau
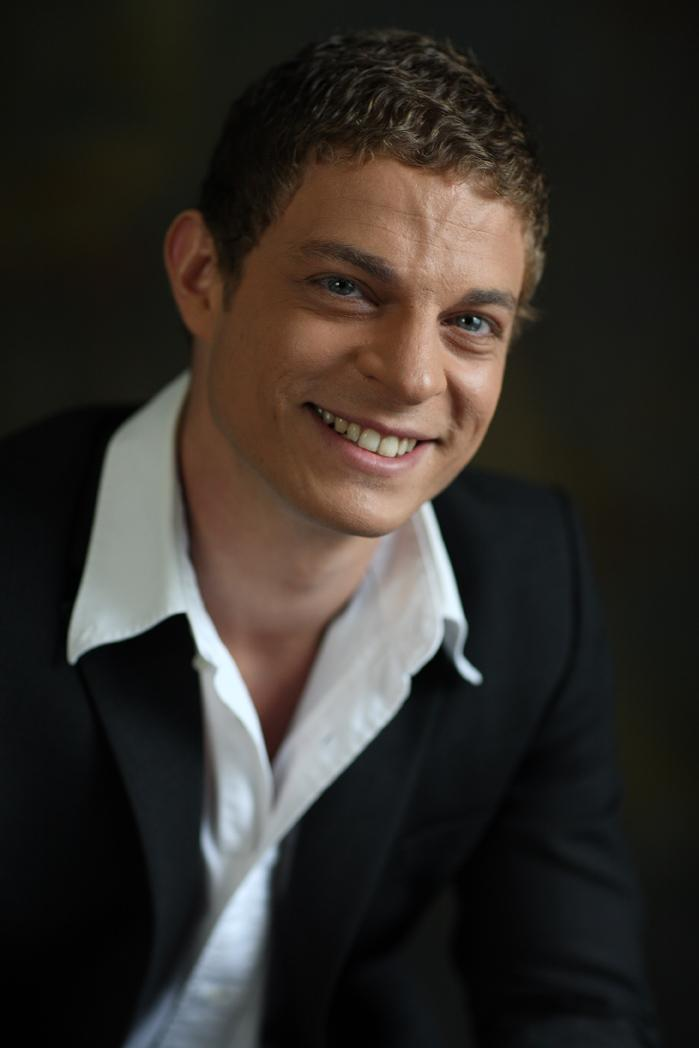
Vincent Latorre

## Liste des épisodes
1. Aménagement
2. L'installation
3. La poubelle
4. L'importun
5. Révolution
6. La septième symphonie
7. Coup de théâtre
8. Les pantoufles
9. La crémaillère
10. Inquiétude
11. Le trou dans la caisse
12. Kidnapping
13. Scène de ménage
14. La statue
15. Le fantôme du 14e
16. Disparition
17. L'invité mystère
18. Rupture
19. Comme une sœur
20. La girouette
21. Le bout du monde
22. Le gangster
23. Le chagrin de Gérard
24. La crise
25. Adeline forever
26. La balance
27. Rendez-vous secrets
28. La femme de Marc
29. L'amour toujours l'amour
30. Retour en chaîne
31. Les nouveaux pères
32. Le permis moto
33. Conflits de sœurs
34. Les bons comptes
35. Le cousin
36. Le vice secret
37. Le moustachu
38. Tout pour séduire
39. Le piège à hommes
40. Cours de tennis
41. Baby sitting
42. Émilie
43. Le concours
44. Les statuettes Ming
45. Mystérieuse disparition
46. Fascination
47. Le satyre
48. La vengeance
49. L'aspirateur
50. Confusion
51. La fièvre
52. La déprime
53. La star
54. Le minitel
55. La stratégie du camouflage
56. Présentation
57. La solution
58. Le blouson
59. L'autre Gérard
60. L'huissier
61. La boum
62. La victoire
63. Un rêve prémonitoire
64. Les deux petits oiseaux
65. Tendrement
66. Alliance objective
67. Benoît
68. Machination
69. Le piège à filles
70. Œil de faucon
71. Question de volonté
72. Sacrifices
73. Le trou de balle
74. L'amie du patron
75. Le choc
76. Le milliardaire
77. L'émission (1)
78. L'émission (2)
79. L'agent secret
80. Rencontre d'un certain type
81. Voyage
82. Amélie
83. La révélation
84. Monsieur Malloy conseil
85. Le boucher
86. Le départ
87. Qui trop conseille, mal étreint
88. Une de perdue…
89. Cathy
90. Une histoire d'hormones
91. Plan de guerre
92. Marc bloqué (Autre titre : Marcelle)
93. Le roi de la danse
94. Désespoir
95. L'hidalgo
96. La stratégie du lapin
97. Le duel
98. Le diable
99. Une histoire de look
100. Flamenco
101. Le bonheur de l'une
102. Court-circuit[n 1]
103. Fleur des îles
104. Bond'chanze
105. Esprit de famille
106. La danse du soleil
107. Le temps passe
108. Refroidissement
109. Lettre d'amour
110. La grippe
111. Les factures sonnent toujours deux fois
112. SOS docteur
113. Où est passé Théo ?
114. La dose prescrite
115. Troublante ressemblance
116. Berny
117. Réconciliation
118. La mygale menvotre
119. Le sauveur
120. Nathalie
121. Jour de chance
122. La chevalière
123. Le prince de cœur
124. Surprise
125. Adieu mon mari
126. Cousine Christelle
127. Cindy
128. C'est le plombier
129. Ramirez
130. Opération séduction
131. Les frères
132. Le plan de bataille
133. Sauve qui peut
134. Ah, les belles photos
135. Cours de danse
136. L'ex de Pierre
137. Une femme parfaite
138. La déprime de Cindy
139. Les annonces
140. Souvenirs de jeunesse
141. L'interdit
142. La crème du docteur Gérard
143. La panne
144. La musique adoucit les meufs
145. La frontière
146. L'élevage
147. Tel mâle… Telle femelle
148. L'héritage
149. Ruines
150. Besoin d'air
151. Le décoinçage
152. Les représentants
153. Coup pour coup
154. Les infirmières
155. Tout pour la galerie
156. Tout est possible

## Anecdotes
- Thierry Redler, alias Marc dans la série, a co-scénarisé quelques épisodes avec Jean-François Porry, dont Voyage (épisode 81) et Le temps passe (épisode 107).
- Les personnages de Gérard, Adeline, Karen, Vincent et Tom portent les prénoms des comédiens qui les incarnent (respectivement Gérard Vives, Adeline Blondieau, Karen Cheryl, Vincent Latorre et Tom Schacht).
- Le personnage de Vincent, alors âgé de 15 ans, est absent de la dernière saison : il est parti aux États-Unis étudier l'anglais. Le jeune comédien qui l'interprétait, Vincent Latorre, est lui-même parti un an aux États-Unis étudier la comédie à l'Immaculata High School de Leavenworth (Kansas), tout en étant garçon au pair.
- Lors du dernier épisode Tout est possible, Gérard, qu'on a toujours cru homosexuel, épouse finalement Stéphanie. Les comédiens qui les incarnent, Gérard Vives et Patricia Elig, sont d'ailleurs en couple à l'époque.
- L'actrice Delphine Chanéac a joué dans l'épisode 27 où elle interprète la petite amie de Vincent, c'est d'ailleurs son premier rôle dans une série télévisée.
- L'actrice Ève Peyrieux (qui joue le rôle d'Ève Watson dans les Vacances de l'Amour et dans les Mystères de l'Amour) fait une brève apparition dans l'épisode 77.
- Virginie Pradal, Pierre-Jean Cherer et Denis Cherer (interprètes respectifs de Cindy, Pierre et Paul) ont déjà tourné ensemble dans une autre sitcom d'AB Productions : Un homme à domicile, en 1995.

- Certains noms de famille fictifs ont des significations cachées :
  - Marc Malloy : Malloy, malgré une consonance française médiévale, peut être aussi entendu comme « ma loi », en allusion à Marc qui revendique sa propre loi (« je fais ma loi »).
  - Madame Chepaki : Chepaki est bien sûr la phonétique de « Ch'ais pas qui », « Je ne sais pas qui », soit quelqu'un de banal.
  - Madame Bouchentrain : altération et fusion de « bouche » et « boute-en-train » (joyeux). On peut donc deviner un clin d'œil à la personnalité bavarde du personnage.
  - Emilie Graincheux : à première vue, c'est évidemment une altération du mot « grincheux ». Mais le nom contient aussi « grain », ce qui laisse supposer une allusion à l'expression « avoir un grain ». Emilie est en effet plutôt maladroite dans ses prestations de femme de ménage.
  - Georgette Bellefeuille : ce nom de famille évoque à la fois la beauté et la légèreté (« belle feuille »), comme pour ironiser cruellement sur le fait que celle qui le porte a un physique ingrat et est en situation de surpoids.
  - Gérard Nacutel : le nom de famille de Gérard Nacutel, le professeur de gymnastique à la sexualité ambiguë, peut être lu comme une anagramme (involontaire ?) de « t'encula » (« Gérard t'encula »).

- Plus de vingt-cinq ans après l'arrêt des tournages des Nouvelles Filles d'à côté, les actrices Christiane Jean (Claire), Marie Chevalier (Sabine) et Patricia Elig (Stéphanie), ainsi que Cécile Auclert (Fanny dans Les Filles d'à côté) ont fait une apparition clin d’œil dans un double épisode des Mystères de l'amour[1], autre série créée par Jean-Luc Azoulay.

## Incohérences dans l'histoire
Claire Garnier affirme dans l'épisode 50 de la série Les Filles d'à côté que son nom de jeune fille est Bonichot. Toutefois, lorsque ses sœurs Karen et Stéphanie arrivent, on apprend qu'elles s'appellent Garnier, ce qui semble donc bien être leur nom de jeune fille. Le fils de Claire, qui semble lui aussi s'appeler Vincent Garnier, ne porterait donc pas le nom de son père, dont on ignore d'ailleurs le nom de famille… Quant à Cindy Pradel, la mère de Claire, Karen et Stéphanie, elle ne s'appelle ni Garnier, ni Bonichot, mais Pradel…
Claire dit n'avoir que deux sœurs (Stéphanie et Karen) alors que dans l'épisode 67, Stéphanie dit que sa nièce Nelly est la fille de sa sœur ainée, et dans Les Filles d'à côté, Claire et Karen parlent de leur sœur Suzanne, qui n'est jamais ré-évoquée par la suite.
Alors que Claire affirme, dans l'épisode 50 des Filles d'à côté, que ses parents n'ont jamais divorcé, Cindy, sa mère qui vient s'installer chez elle, fait plusieurs allusions à ses trois mariages et divorces.
Dans Les Filles d'à côté, Karen est censée venir s'installer dans l'appartement de Claire avec sa fille Lola, restée temporairement chez son père. Néanmoins, l'existence de l'enfant n'est plus jamais mentionnée par la suite. Sur le même mode, elle donne naissance à un fils, Marc-Antoine, dont on ne saura jamais vraiment s'il est l'enfant de Marc ou de son ex-mari. La trace du bébé disparaît progressivement de la série et il ne sera, vers la fin, plus jamais cité dans aucun épisode.
Les personnages d'Antonin et Benoît (respectivement les cousin et neveu de Marc) ainsi que ceux de Madame Pichardeau, Émilie Graincheux, José Luis de Modena, Bernie (le frère jumeau de Gérard) et son majordome Olaf puis Tom (dont les filles sont amoureuses) disparaissent, à un moment, totalement de la série sans qu'on sache ce qu'ils sont devenus et que soient expliquées les raisons de leur départ. Seuls les motifs de la disparition brutale de Madame Bellefeuille et de Vincent sont soulignés (la première part en cure d'amaigrissement pour plus d'un an, le second est envoyé faire des études aux États-Unis).

## Projet de reboot
Au début des années 2010, un remake de la série a été envisagé par Jean-Luc Azoulay mais le décès de Thierry Redler en 2014 et le refus de Gérard Vives, mettent à mal le projet,.
Le 21 avril 2021, Jean-Luc Azoulay annonce un prochain reboot de la série pour septembre 2021 sur C8 : cette série sera produite par JLA Production et co-produite par Cyril Hanouna. Le casting n'a pas encore été annoncé mais Jean-Luc Azoulay évoque le retour possible de certains comédiens de la série d'origine.
Le projet ne verra cependant pas le jour faute de diffuseur, C8 s'étant rétractée par manque de place dans sa grille des programmes.